# Charles Henry Churchill

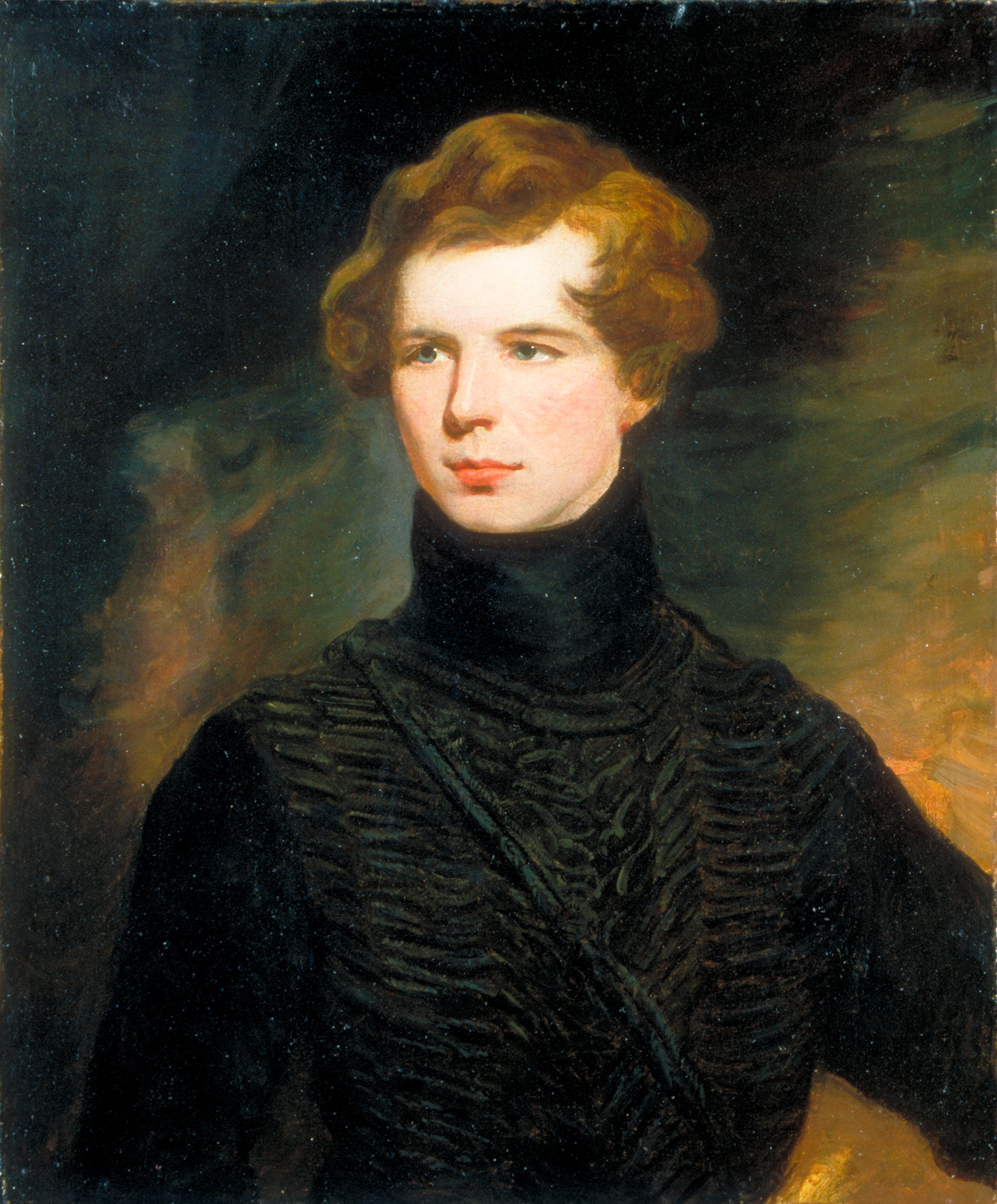
Charles Henry Churchill, um 1830

Charles Henry Churchill (* 1807; † 1869) war ein britischer Offizier und Diplomat. Er war britischer Konsul in Syrien, das damals zum Osmanischen Reich gehörte.

## Leben
Er entstammte der Familie Churchill und war der einzige Sohn des Unterhausabgeordneten und Colonel Charles Churchill (um 1720–1812) aus dessen Ehe mit Lady Maria Walpole (1725–1801), einer unehelichen Tochter des Premierministers Robert Walpole, 1. Earl of Orford.
Er trat im Dezember 1825 in die British Army ein und erwarb ein Offizierspatent als Second Lieutenant des 60th Regiment of Foot. Im März 1828 stieg er zum Lieutenant und im Mai 1833 zum Captain auf. Im Juli 1833 wechselte er als Captain zum 79th Regiment of Foot und ließ sich August 1835 unter Halbsold vom aktiven Dienst freistellen. Er trat daraufhin in den diplomatischen Dienst ein, erhielt im November 1840 den Brevet-Rang eines Major und stieg später bis in den Rang eines Colonel auf.
Als britischer Konsul in Damaskus forderte Churchill schon in den 1840er-Jahren einen jüdischen Staat Israel in Palästina. Er verfasste mehrere bedeutende (kultur-)historische Werke über den Nahen Osten, darunter eine umfangreiche Biografie Abd el-Kaders, den er während dessen Exil in Damaskus kennengelernt hatte.

## Schriften
- Mount Lebanon: A Ten Years' Residence from 1842 to 1852, describing the Manners, Customs, and Religion of its Inhabitants with a Full and Correct Account of the Druse Religion and Containing Historical Records of the Mountain Tribes from Personal Intercourse with their Chiefs and Other Authentic Sources. 3 Bände. Saunders & Otley, London 1853. Faksimile-reprint: Elibron Classics, 2000–2002, ISBN 1-4021-1050-2 (Band 1), ISBN 1-4021-1749-3 (Band 2) und ISBN 1-4021-0986-5 (Band 3).
- The Druzes and the Maronites under the Turkish Rule from 1840 to 1860. Bernard Quaritch, London 1862. Faksimile-reprint: Elibron Classics, 2001, ISBN 1-4021-3059-7.
- Life of Abd el-Kader: Ex-Sultan of the Arabs of Algeria: written from his own Dictation and compiled from other Authentic Sources. 8 Bände. Chapman and Hall, London 1867.